# Tersilochus luteicornis
Tersilochus luteicornis är en stekelart som först beskrevs av Hellen 1958.  Tersilochus luteicornis ingår i släktet Tersilochus och familjen brokparasitsteklar. Inga underarter finns listade i Catalogue of Life.